# Woman Volley
Woman Volley est un club finlandais de volley-ball fondé en 1991 et basé à Rovaniemi, évoluant pour la saison 2019-2020 en LML.

## Effectifs

### Saison 2020-2021
| No                                          | Nom                                         | Date de naissance                           | Taille                         | Poids                          | Poste                          |
| ------------------------------------------- | ------------------------------------------- | ------------------------------------------- | ------------------------------ | ------------------------------ | ------------------------------ |
| 1                                           | Iida Paananen                               | 19 mars 1994                                | 172                            | 62                             | Passeuse                       |
| 2                                           | Anni Karjalainen                            | 20 janvier 2000                             | 180                            | 70                             | Centrale                       |
| 3                                           | Oona Viljanen                               | 7 octobre 2003                              | 178                            | 70                             | Réceptionneuse-attaquante      |
| 4                                           | Aliisa Kähkölä                              | 14 octobre 2001                             | 180                            |                                | Centrale                       |
| 5                                           | Petra Salmela                               | 8 avril 2000                                | 170                            | 58                             | Passeuse                       |
| 7                                           | Saana Lindgren                              | 29 janvier 2000                             | 188                            | 80                             | Attaquante                     |
| 9                                           | Janette Niemelä                             | 22 mai 2001                                 | 171                            |                                | Libero                         |
| 10                                          | Janina Laine                                | 30 juin 2002                                | 160                            |                                | Libero                         |
| 11                                          | Miia-Maria Mäkikyrö                         | 16 janvier 2005                             | 185                            | 71                             | Centrale                       |
| 12                                          | Riikka-Liisa Kärkkäinen                     | 3 septembre 1991                            | 175                            |                                | Réceptionneuse-attaquante      |
| 17                                          | Kerttu Kannala                              | 14 avril 2003                               | 178                            |                                | Centrale                       |
|                                             |                                             |                                             |                                |                                |                                |
| Encadrement technique                       | Encadrement technique                       |                                             | Légende                        | Légende                        | Légende                        |
| Entraîneur : Teemu Mäkikyrö                 | Entraîneur : Teemu Mäkikyrö                 | Entraîneur : Teemu Mäkikyrö                 | : Capitaine                    | : Capitaine                    | : Capitaine                    |
| Entraîneur(s) adjoint(s) : Juha Keihäskoski | Entraîneur(s) adjoint(s) : Juha Keihäskoski | Entraîneur(s) adjoint(s) : Juha Keihäskoski | : Joueuse blessée actuellement | : Joueuse blessée actuellement | : Joueuse blessée actuellement |